# Nacionalidad croata

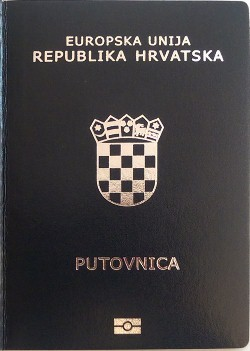
Pasaporte biométrico croata

La nacionalidad o ciudadanía croata es el vínculo jurídico que liga a una persona física con la República de Croacia y que le atribuye la condición de ciudadano. 
La ley de esta nacionalidad data del 26 de junio de 1991, con enmiendas hechas el 8 de mayo de 1992, el 28 de octubre de 2011, y la última que entró en vigor el 1 de octubre de 2019, además de una interpretación del Tribunal Constitucional en 1993. Se rige por la Constitución de Croacia (capítulo II, artículos 9 y 10) y está basada en el concepto jurídico de ius sanguinis (derecho de sangre). Todos los ciudadanos croatas son automáticamente ciudadanos de la Unión Europea.

## Adquisición
La nacionalidad croata se puede adquirir de las siguientes maneras:
1. Por ascendencia (ius sanguinis): si al menos uno de los padres es ciudadano croata en el momento del nacimiento del niño.
2. Por nacimiento en Croacia (ius soli; a menos que la nacionalidad de otro país haya sido adquirida por ascendencia), o en el caso de los niños encontrados en Croacia de padres desconocidos, de nacionalidad desconocida o apátridas.
3. Por naturalización.
4. Por tratados internacionales.

### Por ascendencia
Según el artículo 4 de la ley de ciudadanía croata, adquiere la nacionalidad croata por origen:
1. El niño nacido de dos ciudadanos croatas, independientemente del lugar de nacimiento.
2. El niño nacido en Croacia de solo un ciudadano croata.
3. El niño nacido en el extranjero de un padre croata y que el otro padre sea apátrida o de nacionalidad desconocida.
4. El niño apátrida o extranjero que es adoptado por ciudadanos croatas. En este caso, se considera que el niño es ciudadano croata desde el momento de su nacimiento.

La ciudadanía croata también puede adquirirse mediante una mezcla de ascendencia y registro: un niño nacido en el extranjero, uno de cuyos padres es ciudadano croata en el momento del nacimiento del mismo, adquiere la ciudadanía croata por origen si está registrado para la ciudadanía croata antes de cumplir los 21 años de edad en una autoridad competente de Croacia en el extranjero o en la Croacia misma, o si se establece en la República de Croacia, o si de otra forma no adquiriría ninguna ciudadanía.

### Por nacimiento en Croacia
La adquisición de la nacionalidad croata por nacimiento en Croacia (ius soli) es aceptada en dos casos. En el primero, un niño que ha nacido o ha sido encontrado en el territorio de la República de Croacia, y que ambos padres son desconocidos, de nacionalidad desconocida o apátridas, recibe la ciudadanía croata. En este caso, a ese niño le expira la ciudadanía croata si hasta que no cumpla los 14 años de edad, se descubre que ambos padres son extranjeros. La aceptación de los principios territoriales para la adquisición de la ciudadanía croata, en este caso, se debe a dos razones. Primero, la presunción de que el niño ha nacido o ha sido encontrado en Croacia, no obstante el niño de ciudadano croata y, segundo, que un niño así, que no recibiera la ciudadanía croata, quedaría sin ciudadanía (sería un apátrida), lo que no sería ni humano, ni respondería a los esfuerzos que, en este sentido, hace toda la comunidad internacional.
En el segundo caso, un menor de edad nacido en Croacia, obtiene la nacionalidad de este país si uno de sus padres adquirió la ciudadanía croata como emigrante o descendiente de un emigrante croata, o por pertenencia al pueblo croata.

### Por naturalización

#### Naturalización regular
Una persona puede solicitar la nacionalidad croata si cumple con los siguientes requisitos:
1. Ser mayor de 18 años y no haber sido privado de su capacidad de obrar.
2. Perder la nacionalidad de origen o presentar pruebas de que esta se perderá al adquirir la ciudadanía croata.
3. Haber vivido en la República de Croacia por al menos ocho años seguidos hasta la fecha de la solicitud y tener un permiso de residencia permanente.
4. Tener conocimiento del idioma croata, la escritura latina, el orden social y la cultura croata (las personas mayores de 60 años no están obligadas a cumplir estos requisitos).
5. Que a través de su conducta se pueda concluir que respeta el orden jurídico y las costumbres de la República de Croacia y acepta la cultura croata.

#### Naturalización bajo condiciones favorables
Este tipo de naturalización se refiere a una categoría particular de personas, a las cuales la ley le otorga la posibilidad de que obtengan la nacionalidad croata bajo condiciones más leves que aquellas que están previstas en la naturalización regular. Los casos de naturalización de beneficiarios se pueden dividir en los siguientes grupos:
- Personas nacidas en Croacia que continúan residiendo en el país, por lo menos desde hace cinco años previos a la solicitud de naturalización, y que tienen el estatus de residentes permanentes. Además, no están obligadas a cumplir con los requisitos de naturalización 1, 3 y 4.
- Personas casadas con un ciudadano croata, a quienes se les ha otorgado el derecho de residencia permanente, incluso si no cumplen con los primeros cuatro requisitos de naturalización.
- Emigrantes croatas, sus descendientes (sin limitación generacional desde el 1 de octubre de 2019, anteriormente era hasta la tercera generación)[3] y sus cónyuges. Estas personas pueden adquirir la ciudadanía croata por naturalización bajo condiciones favorables, incluso si no cumplen con los primeros cuatro requisitos de naturalización. Se considera emigrante a una persona que ha emigrado del área de la República de Croacia con la intención de vivir permanentemente en el extranjero. Una persona que ha emigrado del área de la República de Croacia sobre la base de un tratado internacional o ha renunciado a la ciudadanía croata, y una persona que ha cambiado su lugar de residencia por el de uno de los otros países que anteriormente formaban parte de la unión estatal de la que también formaba parte la República de Croacia, no se considera emigrante.
- Personas cuya adquisición de la ciudadanía croata supone un interés para la República de Croacia. Estos individuos están exentos de cumplir con los primeros cuatro requisitos de naturalización (lo mismo aplica para los cónyuges de estas personas).
- Personas pertenecientes al pueblo croata (croatas étnicos), sin domicilio en la República de Croacia: pueden adquirir la ciudadanía croata si cumplen con el requisito de naturalización número 5. La pertenencia al pueblo croata está determinada por declaraciones anteriores y pertenecientes a transacciones legales, mediante declaraciones y afiliación en ciertos documentos públicos, a través de la protección de derechos y la promoción de intereses del pueblo croata y la participación activa en las asociaciones culturales, científicas y deportivas croatas en el extranjero. Tras la enmienda de 2019, se simplificó la presentación de pruebas a los miembros del pueblo croata que no tienen pruebas personales de pertenencia al mismo, y a cuyos padres se les ha establecido sin ninguna duda que pertenecen al pueblo croata.[3]

Un menor adquiere la ciudadanía croata por naturalización:
1. Si ambos padres adquieren la ciudadanía croata por naturalización;
2. Si solo uno de sus padres adquiere la ciudadanía croata por naturalización, y el niño vive en la República de Croacia y se le ha concedido la residencia permanente; o
3. Si solo uno de sus padres adquiere la ciudadanía croata por naturalización, mientras que el otro es apátrida o es de nacionalidad desconocida, y el niño vive en el extranjero.

Un ciudadano croata que ha renunciado a su nacionalidad croata para adquirir una ciudadanía extranjera porque se le impuso como requisito para poder ejercer una profesión o actividad en el Estado extranjero en el que tiene un domicilio, puede adquirir nuevamente la ciudadanía croata, incluso si no cumple con los primeros cuatro requisitos de naturalización, y si vive en la República de Croacia y se le ha concedido la residencia permanente.

### Por tratados internacionales
La ley ofrece la posibilidad de convenir con este tipo de acuerdos con otros países, a los cuales les sería posible prever las condiciones bajo las cuales se podría adquirir la ciudadanía croata.

## Pérdida de la ciudadanía
La ciudadanía croata puede perderse por liberación, renuncia o conforme a tratados internacionales.
Un individuo cuya ciudadanía croata cesó por liberación o renuncia cuando era menor de edad, adquiere la ciudadanía croata nuevamente si ha residido en la República de Croacia durante al menos un año en continuación y si proporciona una declaración por escrito diciendo que se considera ciudadano croata.

### Por liberación
La liberación implica que el solicitante abandonó la ciudadanía croata con el pleno consentimiento de la República de Croacia, es decir, que en el momento de la «liberación», se resolvieron todas sus obligaciones como ciudadano croata. Por lo tanto, el solicitante debe cumplir con los siguientes requisitos:
1. Tener al menos 18 años de edad.
2. Que no existan impedimentos para liberarse de la ciudadanía por razones de reclutamiento militar.
3. Haber pagado impuestos adeudados, honorarios y otras cargas públicas, y haber cumplido con sus obligaciones con las entidades legales y personas físicas en la República de Croacia que han sido impuestas por un órgano ejecutivo.
4. Haber cumplido las obligaciones financieras que pueda tener con su cónyuge, padres e hijos que son ciudadanos croatas y hacia las personas que permanecen viviendo en la República de Croacia.
5. Poseer una ciudadanía extranjera o demostrar que será adquirida.

No puede liberarse de la ciudadanía croata una persona que, en el momento en que la liberación es
solicitada, es acusada ex officio y procesada por un delito penal, o castigada con prisión en la
República de Croacia, hasta que haya cumplido esa condena en su totalidad. 
La liberación será anulada en caso de que el solicitante no obtenga una ciudadanía extranjera dentro de los tres años posteriores a la solicitud.
La ciudadanía croata de un niño menor de 18 años cesará por liberación:
1. A petición de sus dos padres cuya ciudadanía croata ha cesado por liberación.
2. Si la ciudadanía croata ha cesado por liberación a uno de sus padres, y el otro padre es extranjero.
3. Un niño de hasta 18 años, adoptado por ciudadanos extranjeros, será liberado de su ciudadanía croata a solicitud de los adoptantes.

### Por renuncia
Un nacional croata mayor de edad, puede abandonar su ciudadanía croata por renuncia, es decir, sin el consentimiento de la República de Croacia, siempre que tenga la ciudadanía de otro país y resida en el mismo.
La ciudadanía croata de un niño de hasta 18 años cesará con la renuncia:
1. A petición de sus padres cuya ciudadanía croata ha cesado por renuncia.
2. Si la ciudadanía croata ha cesado por renuncia a uno de sus padres, y el otro padre es extranjero.
3. La ciudadanía croata de un niño de hasta 18 años cesará por renuncia si ha sido adoptado por ciudadanos extranjeros, a solicitud de los adoptantes.

## Registro de ciudadanos y comprobación de la ciudadanía
Se mantienen registros de la ciudadanía croata en formato de libro y electrónico, mantenidos por el registro civil. Las personas nacidas en la República de Croacia ingresan en los registros de ciudadanía mantenidos por el registro civil de su lugar de nacimiento, mientras que las personas nacidas en el extranjero se registrarán en el registro de ciudadanía mantenido por el registro civil de su lugar de residencia. Las personas que adquieren la ciudadanía croata, pero que no están domiciliadas en el país, deberán inscribirse en los registros centrales. La autoridad competente mantiene los registros centrales para asuntos administrativos generales en la ciudad de Zagreb.
La ciudadanía croata puede ser probada con un documento nacional de identidad, una identificación militar o un pasaporte. Un ciudadano croata que no tenga ninguno de los documentos anteriores, demuestra su ciudadanía croata mediante un certificado de ciudadanía emitido por el registro civil, basado en el registro de ciudadanía.

## Doble nacionalidad
Croacia permite la doble ciudadanía solo en ciertos casos.
De conformidad con el artículo 8 de la ley de ciudadanía croata, un extranjero que desee naturalizarse como ciudadano croata debe renunciar a su nacionalidad de origen, siempre y cuando el otro país lo permita. Sin embargo, esto no se aplica en una serie de situaciones, donde se incluyen los descendientes de emigrantes croatas, extranjeros cuya naturalización tenga un interés para Croacia y los exciudadanos croatas que renunciaron a la nacionalidad croata para ejercer una profesión en otro país.

## Ciudadanía de la Unión Europea
Debido a que Croacia forma parte de la Unión Europea (UE), los ciudadanos croatas también son ciudadanos de la misma según el derecho comunitario y, por lo tanto, gozan del derecho a la libre circulación y de la posibilidad de votar en las elecciones al Parlamento Europeo. Cuando se encuentren en un país extracomunitario, en el cual no exista ninguna embajada croata, tienen derecho a obtener la protección consular de la embajada de cualquier otro Estado miembro de la UE presente en ese país. También pueden vivir y trabajar en cualquier otro país miembro como resultado del derecho de libre circulación y residencia, otorgado en el artículo 21 del Tratado de Funcionamiento de la Unión Europea.

## Requisitos de visado

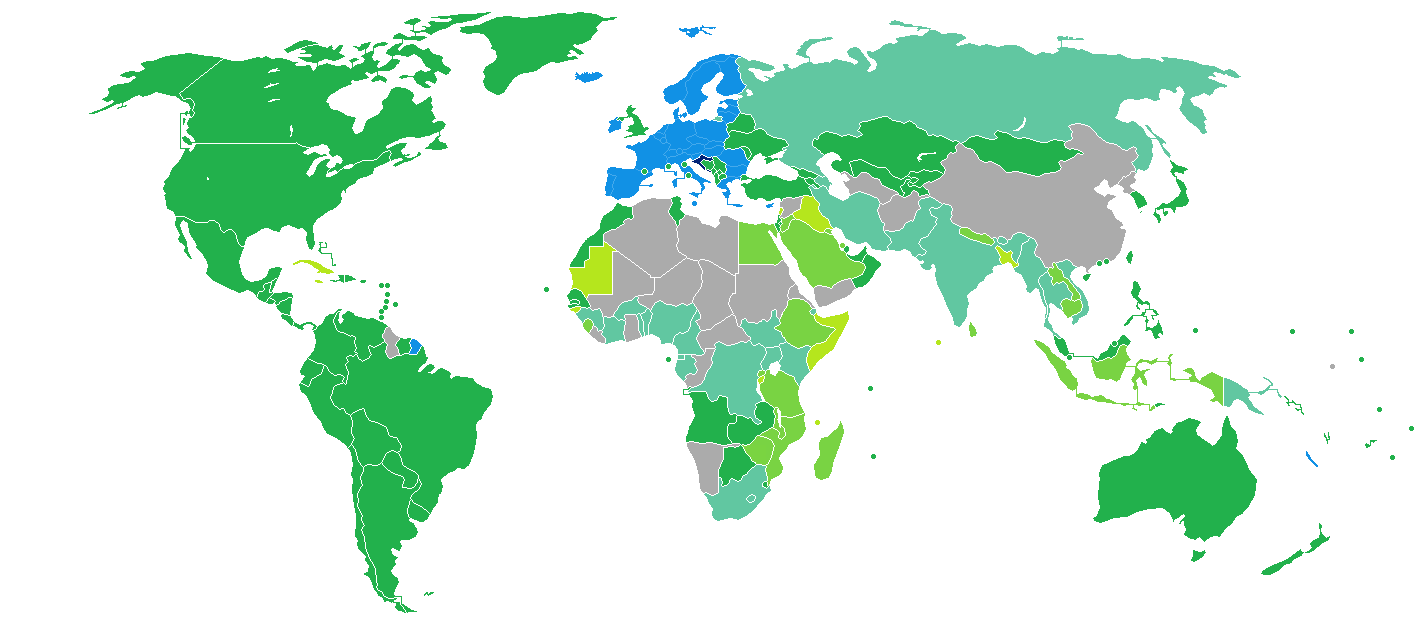
Croacia
Libre movimiento
No se requiere visa
Visa a la llegada
Visa electrónica
Visa disponible tanto a la llegada como en línea
Se requiere visa antes de la llegada

Los requisitos de visado para ciudadanos croatas son las restricciones administrativas de entrada por parte de las autoridades de otros Estados a los ciudadanos de Croacia. En 2023, los ciudadanos croatas tenían acceso sin visado o visa a la llegada a 176 países y territorios, clasificando al pasaporte croata en el decimoquinto lugar del mundo, según el Índice de restricciones de Visa.